# طائرات البخار

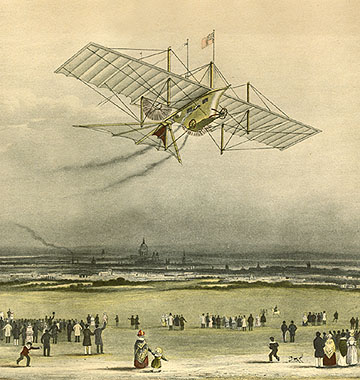
عام 1842 النقل البخاري الجوي للهنسون وسترينجفيلو

طائرة البخار هي طائرة مدفوعة بمحرك بخاري. كانت الطائرات البخارية أجهزة غير معتادة بسبب صعوبة إنتاج وحدة توليد طاقة ذات نسبة طاقة عالية إلى وزن كافي لتكوين عملية. وهي تتميز عن المناطيد التي تستخدم البخار كغاز رفعها وتعرف بالمنطاد الحراري.

## التاريخ

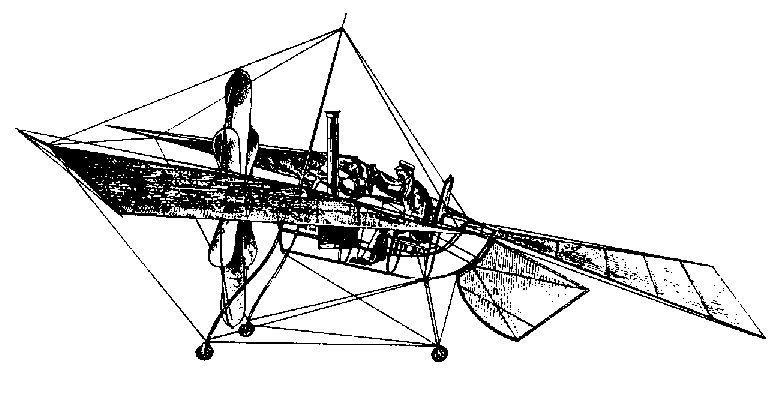
محرك بخاري

- 1842: تم الحصول على براءة اختراع النقل البخاري الجوي لوليام صامويل هينسون وجون سترينجفيلو، ولكن لم ينجح ذلك أبدًا، على الرغم من أن نموذجًا يعمل بالبخار تم نقله في عام 1848.
- 1852: طار هنري جيفارد قوة دفع 3 حصان (2 كيلوواط) تعمل بالطاقة البخارية فوق باريس. كانت أول طائرة تعمل بالطاقة.
- 1861 قام غوستاف بونتون ديميكورت بصنع طائرة صغيرة تعمل بالبخار، مما أطلق اسم الطائرة الهليكوبتر.
- 1874: طار فيليكس دو تمبل في طائرة أحادية السطح تعمل بالبخار من الألومنيوم قبالة منحدر. في حين أنها لم تحقق رحلتها على مستوى عالٍ، فقد كانت أول رحلة تعمل بالطاقة أثقل من الهواء.
- 1877: بنى إنريكو فورلانيني وطائرة هليكوبتر نموذجية تعمل بالطاقة البخارية في ميلانو.
- 1882: بنى الكسندر موزهايسكي طائرة تعمل بالطاقة البخارية لكنها لم تحقق رحلة مستمرة. المحرك من الطائرة موجود في متحف سلاح الجو المركزي في مونينو، موسكو.
- 1890: بنى كليمنت أدير طائرة أحادية السطح تعمل بالبخار، مجنحة، سميت إيولي. حلقت شركة أدر في التاسع من أكتوبر عام 1890، على مسافة 50 مترًا (160 قدمًا)، ولكن المحرك لم يكن مناسبًا لرحلة طيران مستمرة ومسيطر عليها. اثبتت رحلته أن طيرانًا أثقل من الهواء كان ممكنًا. قام أدير بثلاث محاولات أخرى على الأقل، في العامين الأخيرين في 12 و 14 أكتوبر 1897 لصالح وزارة الحرب الفرنسية. هناك جدل حول ما إذا كان قد حصل على الرحلة التي تسيطر عليها أم لا. لم يحصل أدر على تمويل لمشروعه، وهذا يشير إلى فشله المحتمل.[1]
- 1894: ابتكر السيد هيرام ستيفنز مكسيم (مخترع مكسيم غون) اختبارًا كبيرًا للطائرة محمولة بالسكك الحديدية، يعمل بالبخار واختبره بكتلة يبلغ طولها 3.5 طنًا (3.6 طنًا) وطول جناحيها 110 أقدام (34 مترًا) في من أجل قياس المصعد الناتج عن تكوينات الجناح المختلفة. أنتجت الآلة بشكل غير متوقع رفع وضغط كافيين للتخلص من مسار الاختبار والطيران، ولكن لم يكن القصد منها أن يتم تشغيلها كطائرة تجريبية، وهكذا تحطمت على الفور بسبب عدم التحكم في الطيران.
- 1896: نجح صموئيل بيربونت لانغلي في الوصول إلى نماذج غير مدفوعة تعمل بالبخار.[2]
- 1897: طورت شركة فلوجان من شركة كارل ريتشارد نيبرج طائرة تعمل بالطاقة البخارية على مدار الفترة من 1897 إلى 1922، ولكنها لم تحقق أكثر من بضع قفزات قصيرة.
- 1899: بنى جوستاف وايتهيد، وكان يزعم أنه قد طار، طائرة تعمل بالبخار في بيتسبرغ، بنسلفانيا. وقيل إن اللصوص / الراكب لويس دارفاريش أصيبوا عندما تحطمت الطائرة في أعلى مبنى سكني. وادعى وايتهيد في وقت لاحق أنه قد طار طائرة بخارية في هارتفورد، كونيتيكت، وأنه قد زار أحد الأخوان رايت قبل 1903.[3] لايزال مؤرخو الطيران السائد غير مقتنعين بمطالبات وايتهيد. لم يتم التحقق من الرحلات على الإطلاق بشكل مرض؛ لا توجد صور فوتوغرافية أو قصص إخبارية أو وسائل إعلام أخرى من عام 1899 لتأكيدها. وبالمثل، فإن الزيارة المفترضة للاخوان رايت إلى وايتهيد ملفقة. بخلاف الإقرارات التي تم أخذها على مدى ثلاثين عامًا بعد حدوثها، لا يوجد دليل على حدوث الزيارة على الإطلاق.[4]
- 1902 ادعى ليمان جيلمور في عام 1927 أن يكون قد طار طائرة تعمل بالطاقة البخارية في 15 مايو 1902. كانت الرحلة غير مؤكدة.[5]
- 1920: كان من المفترض أن تكون «بريستول ترامب» طائرة تعمل بالطاقة البخارية، ولكن التوربينات كانت تعمل بالطاقة الزائدة، وكان إنشاء دائرة مرجل ومكثف موثوق به أمرًا صعبًا.
- 1931 قام هاري كروسلاند بفاف من شيكاغو بتصميم وتقديم طائرة تعمل بالطاقة البخارية. كان من المقرر أن يتم اختبار الطيران من قبل الطيار كلايد بانغ بورن حول العالم. لا يوجد سجل للرحلة الجوية.[6]
- في عام 1933، طار جورج بيسلر وويليام بيسلر في الطائرة النموذجية للبخار، استنادا إلى طائرة السفر 2000، عدة مرات في مطار أوكلاند. كانت تعمل بمحرك مزدوج الترددين V-twin بقوة 150 حصان (110 كيلوواط) يزن حوالي 500 رطل (230 كجم)، تم تصميمه من قبل شركة دوبلي ستيم موتورز وبيسلر.[7][8] وكان قادرا على تشغيل STOL بسبب سهولة عكس الاتجاه.[9][10] وكان عدة أشخاص آخرين يعملون على رحلة تعمل بالطاقة البخارية في ذلك الوقت. كان هارولد سي. جونسون من أكرون، أوهايو، قد صنع محركًا كهربائيًا بقطر 146 رطلاً (66 كيلوغراما) لطائرة في خريف عام 1932. وكانت شركة غريت ليكس للطائرات في كليفلاند بولاية أوهايو تعمل على طائرة ذات سطحين تعمل بالطاقة البخارية. طور ميكانيكي في باريس محرك خفيف يعمل بالبخار للطائرات. كان مهندسو التوربين البخاري السويدي يعملون على محرك طائرة، وقام جي أ. رافايلي، وهو مهندس طيران إيطالي، بنشر ورقة في عام 1931 على محرك يعمل بالبخار من أجل رحلة الستراتوسفير.[7][11]
- 1934: نشرت صحف في ذلك الوقت تقريرًا عن طائرة تعمل بالبخار صممها السيد هيوتنر، كبير المهندسين في كلينجنبرج للأشغال الكهربائية في برلين، والذي استخدم غلاية دوارة مقترنة بتوربين بخاري. تم الإبلاغ عن أن الطائرة لديها سرعة تصميم تبلغ 260 ميل في الساعة (420 كم / ساعة) وتكون قادرة على الطيران بدون توقف من 60 إلى 70 ساعة.[12] واعتقل مراسل برلين للتجار التشيكوسلوفاكي براجر تاغبلات، الذي كتب المقال، ولم يُسمع المزيد عن المشروع.[13]
- 1938: قامت شركة بريطانية، ايرو التوربينات المحدودة، بتصميم محرك توربيني بخاري مماثل لمحرك هيوتنر.[14] توقفت الشركة عن الوجود في عام 1948.[15]
- 1944: تم الافتراض بأن نسخة من البخاري امريكيا ام 264A أمريكا كانت تعمل بالبخار، لكن لم يتم ابتكارها ابدا. كان من المفترض أن تعمل بالطاقة عن طريق التوربينات البخارية التي تزيد طاقتها الإنتاجية عن 6,000 حصان (4,500 كيلوواط) أثناء قيادة مروحة قطرها 5.3 متر (17 قدمًا 5 بوصة). كان من الممكن أن يكون الوقود عبارة عن خليط من الفحم المسحوق والبترول. يبدو أن التوربينات البخارية كان لديها SFC 190 gr / hp / hr. وقد اعتبرت المزايا الرئيسية لهذه المحرك هي أنها أنتجت قوة ثابتة في جميع الارتفاعات وتتطلب صيانة منخفضة.[16]
- في الستينيات من القرن الماضي: تم وضع رسوم مفاهيمية لصالح دون جونسون من شركة ثرموداديناميك سيستمز، نيوبورت بيتش، كاليفورنيا، لمحرك بخاري يتم تركيبه في طائرة هليكوبتر من طراز هيوز 300. كان المحرك البخاري عبارة عن مخروط أسطواني مدمج مزدوج التأثير (مماثل في التخطيط لمحرك Dyna-Cam Aero)، ولكن لم يحدث أي نموذج على الإطلاق من قبل ديناميات البخار التحكم، المؤتمر الوطني العراقي.[17]

## روابط خارجية
- Report on the Besler aircraft
- The Besler Steam Plane
- Flying By Steam, by David Sarlin
- article published in Light Steam Power
- Besler Corporation Promo Film: Steam-Driven Vehicles
- [http://"Steam%20Takes%20Wings",%20December%201932,%20Popular%20Science "Steam Takes Wings", December 1932, Popular Science]